# لاري كاوا
الدكتور لاري كاوا (بالإنجليزية: Larry Kawa)‏ هو أخصائي تقويم أسنان أميركي وناشط سياسي ورئيس جمعية تقويم الأسنان كاوا، وهي جمعية لممارسة تقويم الأسنان الكبيرة أسسها في عام 1993 والتي توظف اثنين من أخصائيي تقويم الأسنان وثلاثة جراحين للفم وحوالي 70 موظفًا. وكان طبيب تقويم الأسنان الرسمي لفريق فلوريدا بانثرز، فريق هوكي الجليد المحترفين. كان كاوا نشطًا جدًا في نشر رسالته حول المحافظة المالية إلى المجتمع الأمريكي الأفريقي. اكتسب اهتمامًا وطنيًا من خلال رفع دعوى قضائية تحدي قدرة إدارة أوباما على تأخير ولاية صاحب العمل لتوفير التأمين الصحي كجزء من قانون الرعاية بأسعار معقولة.

## النشأة والتعليم
كاوا هو ابن إبراهيم وجوان كاوا. كان إبراهيم طبيب تقويم أسنان محلي في كانارسي، وهو حي سكني ومنطقة تجارية من الطبقة العاملة والطبقة الوسطى في الجزء الجنوبي الشرقي من حي بروكلين في مدينة نيويورك. حصل لاري كاوا على ليسانس الآداب في علم الأحياء من كلية بروكلين، وتخرج في عام 1987. وحصل على درجات طب الأسنان في كلية طب الأسنان بجامعة نيويورك في عام 1991 وفي عام 1993 حصل على شهادة التخصص تقويم الأسنان وجراحة الأسنان الوجهية. قبل تخرجه والانتقال إلى بوكا راتون، فلوريدا بدأ ممارسته الخاصة لتقويم الأسنان من خلال العمل في عيادة والده.

## العمل في مجال تقويم الأسنان
انتقل الدكتور كاوا إلى فلوريدا مباشرةً بعد تخرجه من جامعة نيويورك في عام 1993، لبدء ممارسته الخاصة، التي لا يزال يملكها ويعمل بها. مكتبه هو واحد من أكبر عيادات تقويم الأسنان في الولايات المتحدة مع ما يقرب من 70 موظفًا وقد كان أيضًا عضوًا في لجنة التعليم المستمر لمجلس فلوريدا طب الأسنان منذ عام 1994، وهو عضو في جمعية طب الأسنان الأمريكية، بفلوريدا وجمعية الأسنان، بجنوب مقاطعة بالم بيتش (حيث خدم في مجلس الأمناء)، وجمعية الأسنان والجمعية الجنوبية لأطباء تقويم الأسنان بمقاطعة بروارد.

## النشاط السياسي
كان كاوا ناشطًا سياسيًا في تجنيد الأمريكيين الأفارقة للحزب الجمهوري. في حدث «دولة الأمة» لتعزيز المحافظة المالية على المجتمع الأمريكي الأفريقي، جلب كاوا رئيس اللجنة الوطنية القومية السابقة في البرلمان مايكل ستيل، وحاكم ولاية فلوريدا السابق، جنيفر كارول، والنيجر إنيس، الناطق باسم الكونغرس الوطني دشّن كاوا قبل ذلك حشد لجمع التبرعات مع المرشح الرئاسي لجمعية غوب في عام 2012 ميت رومني وعمدة مدينة نيويورك السابق رودي جولياني وعضو الكونغرس الأمريكي السابق ألن ويست وزعيم الأغلبية السابق في مجلس النواب في فلوريدا آدم هاسنر وعدد من السياسيين البارزين الآخرين.  كما أن لديه أيضًا لجنة العمل السياسي الخاصة به والتي تسمى الشجاعة الأمريكية.

### دعوى قضائية بشأن ولاية صاحب العمل
في صباح يوم 1 أكتوبر 2013 رفعت هيئة قضائية دعوى نيابةً عن مكتب كاوا لتقويم الأسنان في المنطقة الجنوبية من ولاية فلوريدا ضد الخزانة الأمريكية، ووزير الخزانة جاك ليو، ودائرة الإيرادات الداخلية، والمدير بالنيابة دانيال ويرفيل. وزعمت الدعوى أن تأخر ولاية صاحب العمل «تجاوز [السلطة الإدارية] للسلطة، هو تعسفي، ومتقلب، ومخالف للقانون، وغير قانوني على خلاف ذلك». سعى كاوا إلى فرض ولاية صاحب العمل وفقًا لتاريخ إنفاذ القانون المعلن في 1 يناير / كانون الثاني 2014. ورفضت محكمة المقاطعة الاتحادية في الولايات المتحدة الدعوى (رقم 9: 13-كف-80990)، ومحكمة الاستئناف بالدائرة الحادية عشرة، والمحكمة العليا للولايات المتحدة.

### المجالات السياسية
نصّب كاوا نفسه كناشط هام للمجالات السياسية في الولايات المتحدة. كان واحدًا من المشترين الرئيسيين ل. ديموكرات و .ريبليكان امتدادات المجال. كان كاوا قادرا حتى على الحصول على ولا يزال يملك لذي يعيد توجيهه إلى موقعه الشخصي على هيلاري كلينتون.

### بريد هيلاري كلينتون الإلكتروني وفضيحة بنغازي
بموجب قانون حرية المعلومات، حصل لاري كاوا على الإفراج عن وثائق سي-312 فضلا عن وثائق وزارة الخارجية التي لم يتم إصدارها سابقا من هيلاري كلينتون، وشيريل ميلز، وهوما عابدين. من خلال تلك الوثائق التي تم إصدارها إلى كاوا من خلال عملية فوا، أكّد أن هيلاري كلينتون لم تحصل على تصريح أمني لهذه بشكل صحيح.
كما قام كاوا بتجنيد خدمات المراقبة القضائية التي رفعت دعوى قضائية ضد حرية المعلومات ضد وزارة الخارجية تسعى إلى التحقيق في جميع سجلات الاتصالات بين وزيرة الخارجية السابقة هيلاري كلينتون وبيت أوباما الأبيض منذ يوم الهجوم الإرهابي على القنصلية الأمريكية في بنغازي وطوال الأسبوع التالي. وقد رفعت الدعوى نيابة عن الدكتور لاري كاوا من بوكا راتون بولاية فلوريدا في المحكمة المحلية للولايات الجنوبية من ولاية فلوريدا، شعبة غرب بالم بيتش (لاري كاوا ضد وزارة الخارجية الأمريكية (رقم 9: 15-كف -81560)). والقضية منظورة حاليًا.

## روابط خارجية
- Kawa Orthodontics
- The American
- Dr. Larry Kawa in the Florida Panthers Media Guide